# Бивио Бочето (Терамо)
Бивио Бочето (итал. Bivio Boceto) је насеље у Италији у округу Терамо, региону Абруцо.
Према процени из 2011. у насељу је живело 50 становника. Насеље се налази на надморској висини од 297 м.